# قاعدة صباح الأحمد البحرية
قاعدة صباح الأحمد البحرية أو قاعدة صباح الأحمد لخفر السواحل هي قاعدة بحرية تابعة لخفر السواحل الكويتية و مقرها الرئيسي كذلك، و تقع في منطقة الفنطاس بمحافظة الأحمدي. افتتحت القاعدة في 18 فبراير 2004، وهي أكبر قاعدة لخفر السواحل في الشرق الأوسط.